# Tojotomi Hidejoši
Tojotomi Hidejoši (豐臣 秀吉/豊臣 秀吉) , japonski daimjo in politik obdobja Obdobje Sengoku, * 17. marec 1537, Nakamura (Nagoja), Japonska, † 18. september 1598, Kjoto, Japonska. Velja za drugega "velikega združitelja Japonske". Nasledil je svojega nekdanjega daimja Oda Nobunaga, ki je začel z združevanjem Japonske, in tako končal obdobje Sengoku. Obdobje njegove vladavine pogosto imenujejo obdobje Momojama, poimenovano po Hidejošijevem gradu. Hidejoši je pustil vplivno in trajno zapuščino, vključno z omejitvijo posedovanja orožja na samuraje ter japonsko invazijo Koreje (1592–1598). Naročil je gradnjo in obnovo mnogih templjev, od katerih so nekateri še danes vidni v Kjotu.

## Zgodnje življenje
O Hidejošiju se pred 1570, ko se začne pojavljati v preživelih dokumentih in pismih, ve zelo malo. Njegova avtobiografija se začne leta 1577, toda Hidejoši je v njej zelo malo govoril o svoji preteklosti. Rodil se je v vasi Nakamura v provinci Ovari, domu klana Oda (današnji Nakamura-ku, Nagoja v prefekturi Aiči). Rodil se je, kmetu-ašigaru (pešaku) po imenu Jaemon. Priimka ni imel, njegovo otroško ime pa je bilo Hijoši-Maru (日吉丸). Številne legende trdijo, da so Hidejošija kot mladeniča poslali na študij v tempelj, vendar je zavrnil tempeljsko življenje. Pod imenom Kinošita Tōkičirō (木下 藤吉郎) se je najprej pridružil klanu Imagava kot služabnik lokalnemu vladarju z imenom Macušita Jukicuna (松下之綱). Potoval je vse do dežel Imagava Jošimote, daimja iz province Suruga, in tam nekaj časa služil, nato pa pobegnil z denarjem, mu ga je zaupal Macušita Jukicuna.

## Služenje Nobunagi

### Bitka pri Okehazami
Leta 1558 se je kot ašigaru pridružil klanu Oda pod vodstvom Oda Nobunage. Postal je eden izmed nosilcev sandalov Nobunaga in je bil navzoč v bitki pri Okehazami leta 1560, ko je Nobunaga premagal Imagava Jošimota, z namenom postati eden najmočnejših vojskovodij v obdobju Sengoku. Po trditvah njegovih biografov je nadzoroval popravilo gradu Kijosu. Leta 1561 se je Hidejoši poročil z Kōdai-in (高台院), ki je bila Asana Nagakacuja posvojena hči. Z mlajšim bratom Tojotomijem Hidenagom ter Hačisukom Masakacujem in Maeno Nagajasujem je opravil popravila na gradu Sunomata. Prizadevanja Hidejošija so bila dobro sprejeta, ker je bil Sunomata na sovražnem ozemlju. Leta 1567 je zgradil utrdbo v Sunomati.

### Obleganje gradu Inabajama
Hidejoši je bil kot pogajalec zelo uspešen. Leta 1564 mu je uspelo prepričati, večinoma z liberalnimi podkupninami, številne Minojske vojskovodje, da so zapustili klan Saitō. Hidejoši je pristopil do številnih samurajev klana Saitō ter jih prepričal, naj se pokorijo Nobunagi, vključno s strategom klana Saitō, Takenako Šigeharu. Lahka zmaga Nobunaga na gradu Inabajama leta 1567 je bila v veliki meri zasluga prizadevanj Hidejošija in kljub svojim neplemiškim koreninam je postal eden izmed najuglednejših generalov Nobunaga. Prevzel je ime Hašiba Hidejoši (羽柴 秀吉), priimek sestavljen iz dveh znakov, po eden iz imena vsakega od Odovih pomočnikov Niva Nagahide (丹羽 長秀) in Šibata Kacuie (柴田 勝家).

### Bitka pri Anegavi
Hidejoši je vodil čete v bitki pri Anegavi leta 1570, v kateri se je Oda Nobunaga povezal s Tokugavo Iejasujem, da bi oblegali dve trdnjavi klanov Azai in Asakura. Istega leta je Nobunaga po zmagovitih akcijah proti Azai in Asakuri imenoval Hidejošija za daimja treh okrožij v severnem delu province Ōmi. Sprva s sedežem na nekdanjem sedežu Azai v Odaniju se je Hidejoši preselil v Kunitomo in mesto Nagahama preimenoval v poklon Nobunagi. Hidejoši se je pozneje preselil v pristanišče v Imahami ob jezeru Biva. Od tam je začel z gradnjo gradu Imahama in prevzel nadzor nad bližnjo tovarno orožja Kunitomo, ki sta jo pred leti ustanovila Azai in Asakura. Pod njegovo upravo se je proizvodnja strelnega orožja drastično povečala. Boril se je v bitki pri Nagašinu. Nobunaga je poslal Hidejošija na grad Himedži, da bi leta 1576 osvojil območje Čugoku v upravi klana Mori. Nato se je leta 1577 boril v bitki pri Tedorigavi, obleganju Mikija, obleganju Itamija (1579) in obleganju Takamace leta 1582.

## Vzpon politične moči

### Bitka pri Yamazakiju in konflikt s Katsuiejem
Po prisilnem samomoru v templju Honnō-dži Ode Nobunage in njegovega najstarejšega sina Nobutade leta 1582 izpod roke Akeči Micuhide, je Hidejoši, iščoč maščevanja za smrt svojega gospodarja, sklenil mir s klanom Mōri in v bitki pri Jamazakiju premagal Akečija. V Kijosu je sklical vse najpomembnejše daimje z namenom določiti nasledstvo Nogabunge. Zaradi spora med Odo Nobukacujem and Odo Nobutako je Hidejoši za naslednika predlagal Hidenobuja. Pridobil je podporo drugih dveh starešin Ode, Niva Nagahide in Ikeda Cuneokija, tako da je potrdil položaj Hidenobuja in pridobil vpliv v klanu Oda. Napetost med Hidejošijem in Kacuiejem je hitro stopnjevala. V bitki pri Šizugataki naslednje leto je Hidejoši uničil Kacuiejeve sile.

### Gradnja gradu Osaka
Leta 1582 je Hidejoši začel gradnjo gradu Osaka, grajenim na mestu templja Išijama Hongan-dži, ki ga je uničil Nobunaga. Grad je postal zadnja trdnjava klana Tojotomi po Hidejošijevi smrti.

### Bitka pri Komakiju in Nagakuteju
Drugi Nobunagov sin Oda Nobukacu je Hidejošiju ostal sovražen. Zavezal se je s Tokugavo Iejasom, obe strani pa sta se borili v neodločeni bitki pri Komakiju in Nagakuteju. Končno je Hidejoši sklenil mir z Nobukacujem, s čimer je dal razlog za konec vojne med klanoma Tokugava in Hašiba. Hidejoši je poslal Tokugavu Iejasu svojo mlajšo sestro Asahi no kata in mater Ōmandokoro kot talca. Iejasu je končno pristal, da bo postal vazal Hidejošija.

## Vrhunec moči
Tako kot Nobunaga pred njim tudi Hidejoši nikoli ni dosegel naslova  šogun. Namesto tega se je dogovoril, da ga bo posvojil Konoe Sakihisa, eden najplemenitejših mož iz klana Fudživara in si zagotovil nasledstvo visokih dvornih naslovov, vključno s 1585 pridobljenim, prestižnim položajem cesarskega regenta (kampaku), ki je pogosto bil po dejanski politični moči nad naslovoma šoguna in cesarja. Leta 1586 je Hidejoši uradno dobil novo klansko ime Tojotomi (namesto Fudživara) s strani cesarskega dvora in leta 1587 zgradil razkošno palačo Jurakudai.

### Združena Japonska
Kasneje je Hidejoši pokoril provinco Ki in osvojil Šikoku pod klanom Čōsokabe. Prevzel je tudi provinco Etčū in osvojil Kjušu. Leta 1587, je Hidejoši pregnal krščanske misijonarje iz Kjušuja. Ker pa je bil močno udeležen v trgovini z Evropejci, je posamezne kristjane neuradno spregledal.
Leta 1588 je Hidejoši navadnim kmetom prepovedal posedovanje orožja. Meče, ki so bili zaplenjeni kmetom, so stalili in iz njih ustvarili kipe Bude. Ta ukrep je dejansko zaustavil kmečke upore in zagotovil večjo stabilnost na račun svobode posameznih daimjov.

### Obleganje Odavara
Z obleganjem Odavara leta 1590 v regiji Kantō je utišal zadnji odpor Hidejošijevi oblasti. Njegova zmaga je pomenila konec obdobja Sengoku. Med obleganjem je Hidejoši ponudil Iejasu osem provinc v zameno za pet Iejasovih provinc. Ta je predlog sprejel.

### Smrt Sen no Rikjūja
Februarja 1591, je Hidejoši ukazal samomor svojega zaupnika in čajnega mojstra Sen no Rikjūja, verjetno v enem od svojih jeznih izbruhov. Rikjū je bil zaupnik in mojster čajne slovesnosti pri Hidejošiu in Nobunagi. Pod pokroviteljstvom Hidejošija je bistveno spremenil estetiko čajne slovesnosti, ki je imela trajen vpliv na številne vidike japonske kulture. Tudi po Rikjūjevi smrti naj bi Hidejoši zgradil svoje številne gradbene projekte, ki temeljijo na estetiki Rikjūja, kar najverjetneje kaže na obžalovanje svojih dejanj. Po Rikjūjevi smrti je Hidejoši svojo pozornost preusmeril od čajne slovesnosti k Nohu, ki ga je študiral, odkar je postal cesarski regent. Nastopal je celo pred cesarjem.

## Padec moči
Nasledstvo dinastije Tojotomi ter z njim njegova stabilnost je bila postavljena pod vprašaj po smrti njegovega sina Curumacuja septembra 1591. Triletnik je bil njegov edini otrok. Ko je njegov polbrat Hidenaga umrl, je Hidejoši posvojil svojega nečaka Hidecuguja, ki ga je januarja 1592 imenoval za svojega naslednika ter se kot regent upokojil. Kljub temu da je Hidejošijevo zdravje pešalo, je še vedno hrepenel po dosežkih. Posvojil je sanje Oda Nobunaga o japonskem osvajanju Kitajske in začel osvajanje dinastije Ming, najprej z invazijo na Korejo.
Hidejoši je od Korejcev že leta 1587 zahteval nemoten prehod na Kitajsko. Takratna korejska dinastija Joseon je kot zaveznica Kitajske dinastije Ming sprva popolnoma zavrnila pogovore, aprila in julija 1591 pa je tudi zavrnila zahteve, da bi japonske čete potovale skozi Korejo. Joseonova vlada je bila zaskrbljena, da bi omogočenje japonskim vojakom pot skozi Korejo pomenilo, da se bodo množice kitajskih čet dinastije Ming borile proti Hidejošijevim četam na korejskih tleh, preden bodo lahko prišle na Kitajsko, kar bi ogrozilo korejsko varnost. Avgusta 1591 je Hidejoši ukazal začetek priprav na invazijo na Korejo. Po osvojitvi večjega dela Koreje, so Kitajci napadli Hidejošijeve čete in uničili njihovo mornarico.

### Spor glede nasledstva
Z rojstvom Hidejošijevega drugega sina Hidejorija leta 1593 se je pojavil potencialni problem glede nasledstva. Da bi ga razrešil je Hidejoši ukazal svojemu nečaku in nasledniku Hidecuguju ter njegovi celotni družini, da storijo samomor pri templju Kōja, ki se je zgodil avgusta leta 1595.

### Šestindvajset japonskih mučenikov
Januarja leta 1597 je dal Hidejoši prijeti šestindvajset kristjanov v opomin Japoncem, ki bi se želeli pokristjaniti. Bili so mučeni in javno gnani skozi ulice do svoje usmrtitve 5. februarja v Nagasakiju z javnim križanjem.

### Smrt
Tojotomi Hidejoši je umrl 18. septembra 1598. Njegove zadnje besede, izrečene njegovim najbližjim daimjem in generalom, so bile "Ves sem odvisen od vas. Nimam drugih misli, da bi jih pustil za seboj. Žalostno je, da se moram ločiti od vas". Svet petih starešin je Hidejošijevo smrt kot skrivnost ohranil v tajnosti, da bi ohranil moralo vojski. Japonskim silam v Koreji je ukazal, naj se umaknejo nazaj na Japonsko. Po umiku sil se je Japonska zaprla za praktično vse tujce za čas vladanja šogunata Tokugava.

## Zapuščina
Pred prihodom Hidejošija na oblast ni bilo za kmeta nič nenavadnega, da je postal vojak. Kot oblastnik je zahteval njihovo popolno razorožitev, razred samurajev pa je prisilil, da so se preselili iz dežele v mesta in gradove, kar je utrdilo razredno strukturo in socialni mir za nadaljnjih 300 let.
Dal je popisati vse prebivalstvo Japonske ter omejil gibanje prebivalstva, kar je pomagalo utrditi oblast ter hkrati izboljšalo sistem pobiranja davkov. Za sabo je zapustil mnogo mogočnih gradov in utrdb, najmogočnejšega v Osaki, ki je bil dokončan leta 1590. Istega leta je prepovedal tudi suženjstvo. Da bi uravnovesil moč najmočnejših vojskovodij (daimjojev) je ustanovil svet petih starešin (五大老, go-tairō) z upom da je vzpostavil dovolj stabilen sistem da bi preživel dokler njegov sin ne bi odrastel ter prevzel funkcijo regenta. Hidejoši je prepovedal poročanje iz političnih razlogov.
Močno je vplival na popularizacijo obreda čajne ceremonije med visokimi sloji japonske družbe. Figura Tojotomija Hidejošija se je pogosto pojavljala tudi v upodobitvah raznih umetnikov, stripih, knjigah, animirani seriji ter pred nedavnim tudi v korejski televizijski seriji Nesmrtni admiral Ji Sun-sin.